# Адміністративна реформа Польщі (1999)
Адміністративна реформа Польщі — адміністративна реформа, що набула чинності від 1 січня 1999 року. 

## Мета
Полягала у зміні адміністративного поділу у Польщі та перерозподілі повноважень між центральною та місцевою владами.

## Реалізація
Впровадила 3-рівневу структуру територіального поділу воєводство-повіт-ґміна, скоротивши одночасно кількість воєводств з 49 до 16.

## Наслідки
Ефектом впровадження реформи було також зменшення влади воєводи, який є представником центральної виконавчої влади, та збільшення ролі самоврядування на воєводському та місцевому рівні.
У результаті реформи було створено 16 самоврядових воєводств та 315 самоврядних повітів. Реформа була спрямована на розбудову самоврядування та вдосконалення діяльності влади на місцях. Кількість воєводств скоротилася з 49 до 16.
Більшість міст, які втратили права воєводських міст, увійшли до групи міст з правами повіту (винятки — Цеханув, Піла та Серадз). У рамках підготовки до відновлення округів місцевого самоврядування було реалізовано муніципальну пілотну програму реформи державного управління .
Ефект змін полягав у зменшенні ролі воєводи та воєводського маршалка на місцеве самоврядування. Окремі напрямки, які раніше входили до сфери управління воєводи, відійшли під управління місцевого самоврядування нижчих рівнів. Разом з їхньою передачею інструменти фінансування поступово передавались у вигляді: участі у податку на прибуток, участі у податку на прибуток підприємств, субсидій та дотацій.

## Підготовка до реформи
Питання про адміністративну реформу було піднято 1990-1991 років. Розроблені концепції територіальних змін в державі і наміри провести реформи було презентовано 16 лютого 1991 року в Познані під час зустрічі з представниками місцевих органів влади прем'єр-міністра Яна Кшиштофа Белецького, який висловив думку, що країну слід поділити на 10-12 великих територіальних одиниць першого порядку. У 1990–1992 роках було створено понад 20 концепцій зміни адміністративного поділу країни. Автори поділилися на прихильників створення 25-40 одиниць подібно до попередніх та прихильників створення 7-13 великих, спираючись на більшу самостійність регіонів. Передбачалося, що поточний поділ на гміни буде збережений (з можливими незначними виправленнями). Автори керувались системними та функціональними критеріями, цивілізаційними та економічними чинниками, історичним минулим та етнічною і культурною відокремленістю населення, а також географічними та природними чинниками. У всіх проєктах Варшава, Гданськ, Краків, Вроцлав, Познань та Щецин були вказані як регіональні центри, варіювалося місце таких міст як Катовиці, Лодзь, Люблін, Білосток, Ряшів та Ольштин. Роботу над адміністративною реформою зупинив уряд Вальдемара Павляка, який був призначений після парламентських виборів у вересні 1993 року.
У квітні 1997 року уряд ухвалив Програму децентралізації функцій держави та розвитку місцевого самоврядування — ефективної, доброзичливої, безпечної держави, що передбачає адміністративну реформу зі створенням 12 воєводств та близько 350 повітів. Ідея була розкритикована коаліцією членів ПСЛ, яка була сильним противником реформи, у червні 1997 року маршалок Сейму Адам Струзик видав брошуру «Не хочемо критикувати заплановані зміни».
Після парламентських виборів 1997 року уряд Єжи Бузека вирішив прискорити роботу над реформою. У березні 1998 року Сейм отримав урядовий проєкт, що передбачав поділ країни на 12 воєводств (фактично підготовлені попередніми правлячими урядами). У цьому проєкті воєводства мали такі назви:
1. Земля Білостоцька (пол. Ziemia Białostocka)
2. Нижня Сілезія (пол. Dolny Śląsk)
3. Земля Люблінська (пол. Ziemia Lubelska)
4. Земля Лодзинська (пол. Ziemia Łódzka)
5. Малопольща (пол. Małopolska)
6. Східна Малопольща (пол. Małopolska Wschodnia)
7. Мазовія (пол. Mazowsze)
8. Надвіслицька Померанія (пол. Pomorze Nadwiślańskie)
9. Західна Померанія (пол. Pomorze Zachodnie)
10. Сілезія (пол. Śląsk)
11. Вармія та Мазури (пол. Warmia i Mazury)
12. Великопольща (пол. Wielkopolska).

У той же час, комісія, всупереч своїй позиції з попереднього засідання, пропонувала кількість воєводств 17 відповідно до поділу до 1975 року. 4 травня 1998 року Сейм подав обидва проєкти до Комітету з питань адміністрації та внутрішніх справ та Комітету місцевого самоврядування та регіональної політики за участю представників Комітету з питань державних фінансів. Також з'явилася концепція 25 воєводств середнього розміру, запропонованих серед інших Яном Хопушанським, спікером сенату Аліція Гшесковяк та окремими сенаторами, а також концепції з різними кількостями воєводств, які не користувалися великою популярністю. В основному політики виступили за відмову від реформи та залишення чинного устрою з 49 воєводств, які в грудні 1997 року подали ноту проти реформи, відхилену більшістю.
На своєму засіданні 5 червня 1998 року Сейм прийняв законопроєкт, що передбачав створення 12 воєводств, згодом поданий до комітету Сенату. Сенатський комітет вирішив додати ще три воєводства — Куявсько-Поморське, Любуське та Опольське. 1 липня 1998 року закон затверджений Сеймом, який прийняв законопроєкт про стторення 15 воєводств, поданий на підпис президенту. Александр Квасневський наклав вето на законопроєкт, аргументуючи це тим, що при визначенні реформи не слід оминати уваги старопольські та центральнопоморські регіони. Вето було прийнято Сеймом 3 липня 1998 року, після чого відбулися переговори з представниками всіх партій. Вони закінчилися компромісом 17 липня 1998 року, встановивши кількість воєводств у 16, додавши Свентокшиське воєводство та відкинувши ідею про Центрально-Поморське воєводство. 24 липня 1998 року закон, що передбачав створення 16 нових регіонів першого порядку, був остаточно прийнятий, а потім підписаний президентом Квасневським.

## Оцінка Сейму та Сенату
У 2001 році Сейм і Сенат одноголосно визнали новий базовий територіальний поділ держави правильним і таким, що відповідав концепції реформи державного управління. Сенат вказав на необхідність підтримки ініціатив, спрямованих на раціоналізацію територіального поділу країни на повіти. Сейм заявив, що деякі повіти є надто слабкими в економічному плані, а отже, неефективними. Аналіз потенціалу розвитку підрозділів повітів вказує на велику різницю між містами, що мають права повітових, та повітами без міських центрів. Сейм вважав об'єднання міст з правами повітів та навколишніх повітів, що мають центри в цих містах, як відповідне для виконання державних функцій.

## Окремі критерії
Основним функціональним критерієм встановлення повіту було прийняте потенційне місце управління надмуніципальних функцій, що було пов'язане з існуванням відповідних установ у цьому місті. Основними установами цього типу були: повітовий суд, повітова прокуратура, податкова інспекція, повітовий відділ поліції, місцева пожежна частина, місцева державна санітарна інспекція, відділення ЗУС, повітова лікарня, заклади післяшкільної освіти, місцеві заклади сільськогосподарських фондів соціального страхування. Нарешті, було визначено, що повіт повинен включати щонайменше 5 гмін, мати не менше 50 тис мешканців і щонайменше 10 000 мешканців у місті, де знаходить повітова адміністрація. Через географічу строкатість мережі повітів, не всі створені повіти відповідають таким умовам.
Так, 2023 року 73 повіти мають населення менше ніж 50 тис. мешканців, зокрема 4 з них - менше ніж 30 тис., а 1 - менше ніж 20 тис. Також майже 30 повітів мають менше, ніж 5 гмін - 4, а деякі - навіть 3 гміни.

## Утворені воєводства
Вармінсько-Мазурське воєводство утворено з колишнього воєводства
- Ольштинського

і частин колишніх воєводств
- Сувальського
- Ельблонзького
- Цехановського
- Торунського
- Остроленцького

Великопольське воєводство утворено з колишнього воєводства
- Познанського

і частин колишніх воєводств
- Конінського
- Пільського
- Лешненського
- Каліського
- Зеленогурського
- Гожовського
- Бидгощського

Західнопоморське воєводство утворено з колишніх воєводств
- Щецинського
- Кошалінського

і частин колишніх воєводств
- Гожовського
- Пільського
- Слупського

Куявсько-Поморське воєводство утворено з колишнього воєводства
- Влоцлавського

і частин колишніх воєводств
- Торунського
- Бидгощського

Лодзинське воєводство утворено з колишніх воєводств
- Лодзинського
- Серадзького

і частин колишніх воєводств
- Пйотрковського
- Скерневицького
- Плоцького
- Каліського
- Ченстоховського
- Конінського
- Радомського

Люблінське воєводство утворено з колишніх воєводств
- Люблінського
- Замойського
- Холмського

і частин колишніх воєводств
- Білопідляського
- Тарнобжезького
- Седлецького

Любуське воєводство утворено з частин колишніх воєводств
- Зеленогурського
- Гожовського
- Лешненського

Мазовецьке воєводство утворено з колишнього воєводства
- Варшавського

і частин колишніх воєводств
- Остроленцького
- Радомського
- Цехановського
- Седлецького
- Плоцького
- Скерневицького
- Білопідляського
- Ломжинського

Малопольське воєводство утворено з колишніх воєводств
- Краківського
- Новосондецького

і частин колишніх воєводств
- Тарновського
- Бельського
- Катовицького
- Келецького
- Кросненського

Нижньосілезьке воєводство утворено з колишніх воєводств
- Вальбжиського
- Вроцлавського
- Єленогурського
- Легницького

і частин колишніх воєводств
- Лешненське
- Каліського

Опольське воєводство утворено з колишнього воєводства
- Опольського

і частини колишнього воєводства
- Ченстоховського

Підкарпатське воєводство утворено з колишніх воєводств
- Ряшівського
- Перемишльського

і частин колишніх воєводств
- Кросненського
- Тарнобжезького
- Тарновського

Підляське воєводство утворено з колишнього воєводства
- Білостоцького

і частин колишніх воєводств
- Ломжинського
- Сувальського

Поморське воєводство утворено з колишніх воєводств
- Гданського

і частин колишніх воєводств
- Слупського
- Ельблонзького
- Бидгощського

Свентокшиське воєводство утворено з частин колишніх воєводств
- Келецького
- Тарнобжеського
- Ченстоховського
- Пйотрковського
- Радомського

Сілезьке воєводство утворено з частин колишніх воєводств
- Катовицького
- Бельського
- Ченстоховського